# Allosaurus europaeus
Allosaurus europaeus (лат.) — спорный вид тероподных динозавров из семейства аллозаврид (Allosauridae), известный по ископаемым остаткам из верхнеюрских отложений формации Лориньян (Lourinhã Formation) в Португалии. Является единственным европейским видом рода аллозавр (Allosaurus), остальные виды которого описаны из Северной Америки.
Уникальность A. europaeus по сравнению с североамериканским материалом аллозавра была поставлена под сомнение, из-за чего некоторые исследователи рассматривают этот вид в качестве младшего синонима A. fragilis (типовой вид рода) или в статусе nomen dubium. В ревизии материала, опубликованной в 2024 году, отстаивается валидность вида, однако в исследовании 2025 года он признан синонимом A. fragilis.

## История изучения

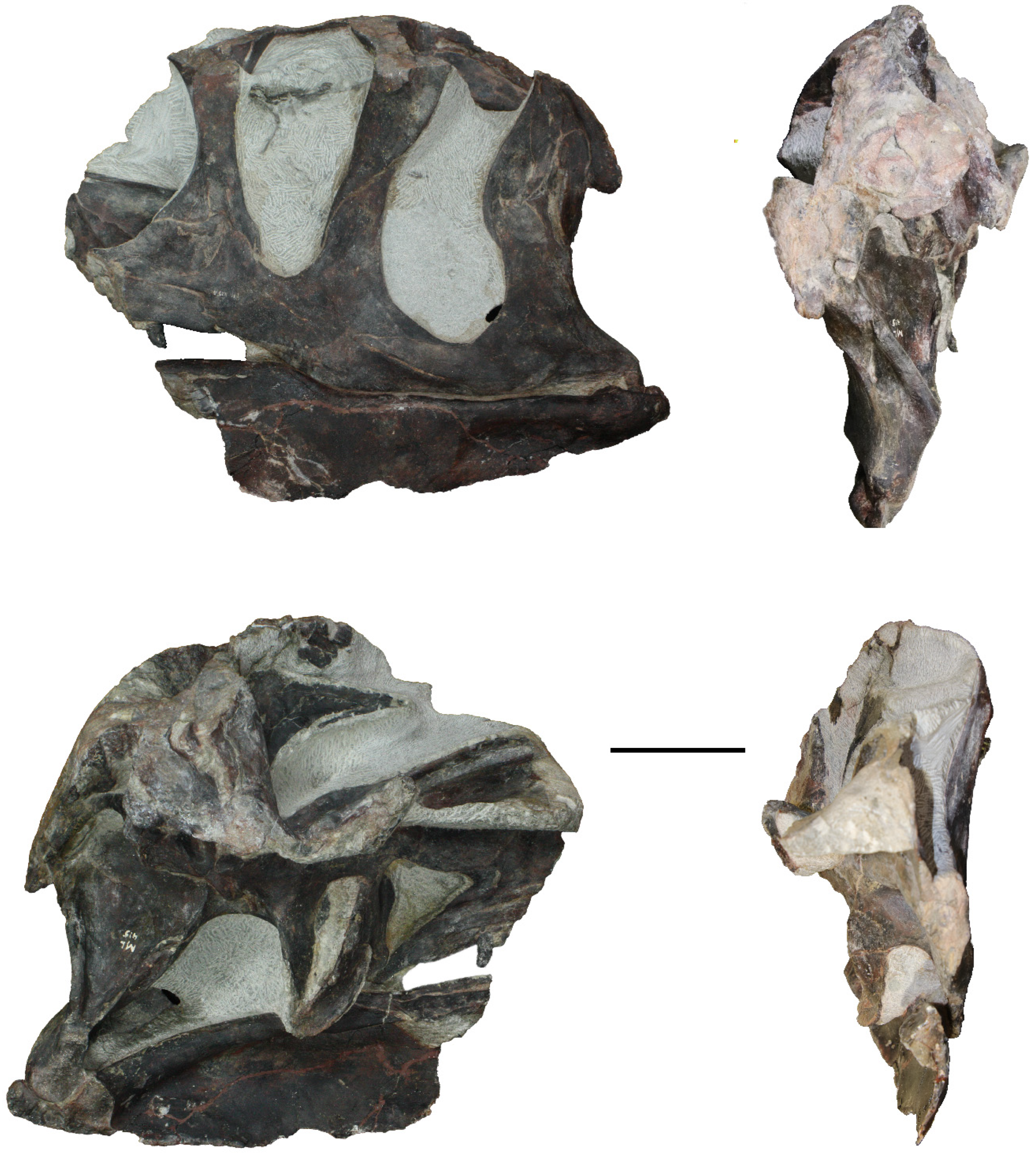
Задняя часть черепа голотипа

Вид Allosaurus europaeus был научно описан палеонтологами Октавио Матеушем, Аартом Валеном и Мигелем Теллесом Антунесом в 2006 году. Видовое название означает «европейский». Голотипом и единственным уверенно отнесённым к виду образцом является экземпляр ML415, представленный задней частью черепа, шейными позвонками (с 4 по 6) и рёбрами. Эти остатки были обнаружены в местонахождении Прайя-де-Вале-Фрадес (Praia de Vale Frades) в 5 км к северу от посёлка Лориньян в западной Португалии.
Образец был найден в отвале на пляже, где обнажаются нижнетитонские породы формации Лориньян. Условия обнаружения экземпляра затрудняют определение его точного стратиграфического положения. Согласно переописанию 2024 года, окаменелости могут происходить из верхней части Praia Azul Member или подошвы Santa Rita Member, поскольку они были обнаружены в области обнажения пород этих стратиграфических подразделений. В первоначальном описании остатки были отнесены к Porto Novo Member (соответствует Praia Azul Member в стратиграфии, принятой в переописании) и датированы киммериджем.
В 1999 году Бернардино Перес-Морено и соавторы описали остатки аллозавра, обнаруженные в отложениях формации Лоринья возле деревни Андрес в округе Лейрия, Португалия, датируемых верхним киммериджем (возможно) — титоном. Этот материал представлен образцом MNHNUL/AND.001, который первоначально был отнесён к виду A. fragilis. Экземпляр включает правую квадратную кость, некоторые позвонки, шевроны, туловищные рёбра, гастралии, часть таза, кости задних конечостей, а также несколько неопределённых фрагментов. В обзоре 2003 года Антунес и Матеуш указали этот образец как остатки аллозавра неопределённого вида (Allosaurus sp.). В 2006 году Матеуш и соавторы предварительно отнесли образец к A. europaeus, описанному ими из той же формации, однако отметили, что имеющийся материал не позволяет проверить наличие диагностических черт этого вида.
В 2007 году Элизабет Малафайя и коллеги снова причислили MHNUL/AND.001 к виду A. fragilis, а также отметили ненадёжность предполагаемых диагностических признаков A. europaeus, предложив считать его младшим синонимом A. fragilis до тех пор пока диагноз не будет уточнён. На конференции Общества палеонтологии позвоночных 2009 года Малафайя и соавторы утверждали, что им не удалось обнаружить признаки, которых было бы достаточно для выделения самостоятельного европейского вида аллозавра. В 2010 году Малафайя и другие определили вид как сомнительный таксон (nomen dubium), черты которого могут быть объяснены морфологической изменчивостью A. fragilis.
В 2020 году Дэниел Чур и Марк Левен признавали три вида в составе рода Allosaurus: A. fragilis и описанный в том же исследовании A. jimmadseni, оба из Северной Америки, и A. europaeus из Европы. В своём исследовании, опубликованном в 2020 году, Сереоша Эверс, Кристиан Фот и Оливер Раухут заявили о необходимости переоценки европейского вида аллозавра, отметив, что ни один из первоначально предложенных диагностических признаков не присутствует однозначно в голотипе A. europaeus.
Ревизия типового материала A. europaeus была составлена Андре Буриго и Октавио Матеушем в своём исследовании 2024 года. Палеонтологи предложили новый диагноз вида, отличающий его от A. fragilis и A. jimmadseni, а также включили остатки в филогенетический анализ. Валидность вида была снова оспорена в исследовании 2025 года, проведённом Малафайей и её коллегами. В этой работе подробно описываются образцы из местности Андрес, в том числе недавно обнаруженные кости черепа. Анализ взаимосвязей между отдельными черепами аллозавра показал, что образцы из Андреса более тесно связаны с некоторыми североамериканскими образцами, чем с образцом из Вале-Фрадес, что, по мнению исследователей, позволяет синонимизировать A. europaeus с A. fragilis.

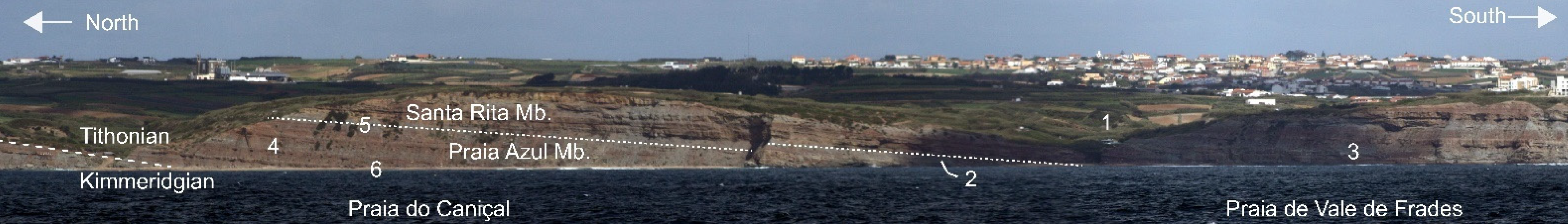
Скалы, где на поверхность выходят отложения Формация Лориньян. 1. Типовое местонахождение орнитопода Draconyx loureiroi; 2. Типовое местонахождение Allosaurus europaeus; 3. Корни сосудистых растений in situ; 4. Гнездо теропода; 5. Черепаха семейства Plesiochelyidae; 6. Типовое местонахождение птерозавра Lusognathus almadrava.

## Описание

Размеры A. europaeus (справа) по сравнению с другими видами аллозавра (A. fragilis и A. jimmadseni) и человеком

Согласно оценкам Грегори С. Пола (2010 и 2016 годы), A. europaeus достигал 7 м в длину при массе 1 т. В 2016 году Рубен Молина-Перес и Асьер Ларраменди оценили длину тела A. europaeus в 7,8 м при высоте в бедре 2,1 м и массе 1,3 т.
Первоначально предложенные признаки, которые, по мнению авторов описания, должны отличать A. europaeus от североамериканского материала аллозавра, были подвергнуты критике другими исследователями. Одной из аутапоморфий этого вида считалось участие скуловой кости в формировании предглазничного окна. Малафайя и соавторы (2009) отметили этот признак как потенциально значимый для диагностики вида, однако предположили, что его выделение может быть следствием ошибочной интерпретации костей. Эверс и соавторы (2020) пришли к выводу, что, вопреки прежним представлениям, скуловая кость участвовала в формировании предглазничного окна у всех видов аллозавра. В 2024 году Буриго и Матеуш составили пересмотренный диагноз A. europaeus, включающий девять аутапоморфий.

## Классификация

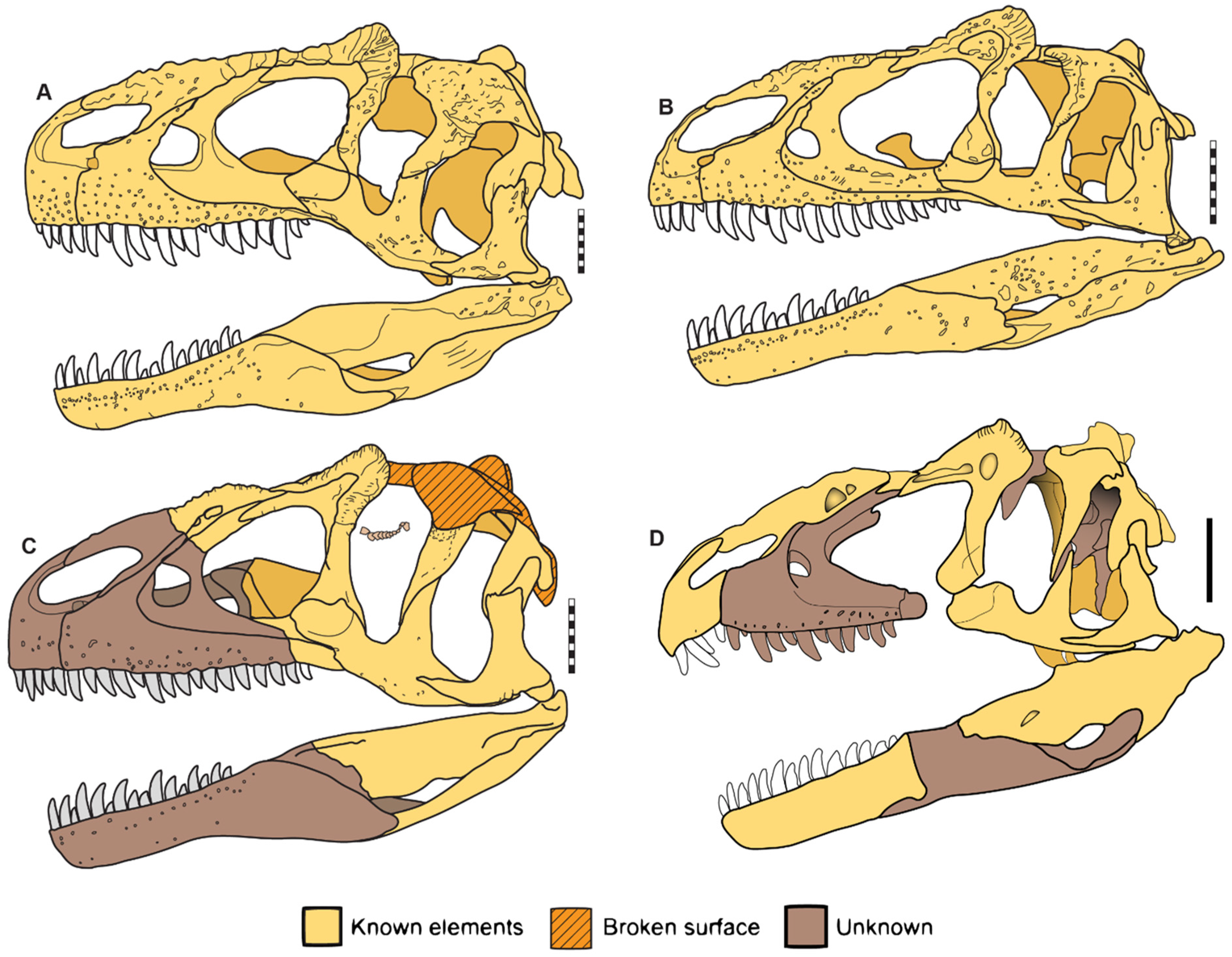
Реконструкции черепов A. fragilis DINO 2560 (A), A. jimmadseni DINO 1154 (B), A. europaeus ML415 (C) и A. fragilis USNM 4734 (D)

Согласно филогенетическому анализу Буриго и Матеуша (2024), материал аллозавра из Португалии (голотип  A. europaeus и аллозавр из Андрес) образует одну кладу, более близкую к A. jimmadseni, чем к  A. fragilis. Результаты этого анализа отображены на кладограмме ниже:

|  | A. fragilis DINO2560  |
|  |                       |
|  | A. fragilis USNM 4734 |
|  |                       |

|  | A. jimmadseni |
|  |               |
|  | A. europaeus  |
|  |               |

|  | A. fragilis DINO2560  |
|  |                       |
|  | A. fragilis USNM 4734 |
|  |                       |

|  | A. jimmadseni |
|  |               |
|  | A. europaeus  |
|  |               |

|  | A. fragilis DINO2560  |
|  |                       |
|  | A. fragilis USNM 4734 |
|  |                       |

|  | A. jimmadseni |
|  |               |
|  | A. europaeus  |
|  |               |

|  | A. fragilis DINO2560  |
|  |                       |
|  | A. fragilis USNM 4734 |
|  |                       |

|  | A. jimmadseni |
|  |               |
|  | A. europaeus  |
|  |               |

|  | A. fragilis DINO2560  |
|  |                       |
|  | A. fragilis USNM 4734 |
|  |                       |

|  | A. jimmadseni |
|  |               |
|  | A. europaeus  |
|  |               |

|  | A. fragilis DINO2560  |
|  |                       |
|  | A. fragilis USNM 4734 |
|  |                       |

|  | A. jimmadseni |
|  |               |
|  | A. europaeus  |
|  |               |

|  | A. fragilis DINO2560  |
|  |                       |
|  | A. fragilis USNM 4734 |
|  |                       |

|  | A. jimmadseni |
|  |               |
|  | A. europaeus  |
|  |               |

|  | A. fragilis DINO2560  |
|  |                       |
|  | A. fragilis USNM 4734 |
|  |                       |

|  | A. jimmadseni |
|  |               |
|  | A. europaeus  |
|  |               |

## Палеоэкология
Аллозавр, торвозавр (Torvosaurus) и цератозавр (Ceratosaurus), чьи остатки описаны из отложений формации Лориньян, также были компонентами палеофауны формации Моррисон (Morrison Formation) в США. Хотя впоследствии эта идентфицикации была пересмотрена, остатки авиатиранниса (Aviatyrannis) из Лориньяна первоначально были приписаны похожему на него стоксозавру (Stokesosaurus), также представленному в формации Моррисон. Общность фаун позволяет предполагать, что во времена позднеюрской эпохи существовали сухопутные мосты, которые обеспечивали контакт между фаунами Лавразии по обе стороны прото-Атлантики.